# エアトレイン・ラガーディア
エアトレイン・ラガーディア（英語: AirTrain LaGuardia）は、ニューヨーク市クイーンズ区にあるラガーディア空港へのアクセス向上を目的として計画された新交通システム・高架鉄道である。全長1.5マイル (2.4 km)で、空港ターミナルとメッツ-ウィレッツ・ポイント駅（ニューヨーク市地下鉄7系統とロングアイランド鉄道ポート・ワシントン支線が停車）を結ぶ予定だった。
計画では、ラガーディア空港とメトロポリタン・トランスポーテーション・オーソリティの運営を担うニューヨーク・ニュージャージー港湾公社が運営するとされていた。2015年にアンドリュー・クオモニューヨーク州知事（当時）がエアトレインJFKと同様の新交通システムの建設計画を発表し、2018年に州議会で関連法案が可決された。2021年に着工し2024年に開業する予定だったが、2021年中に計画の無期限延期が発表された。2023年3月には推定費用が当初の5倍（24億ドル）に膨らんだことから、計画は中止となった。
エアトレインの建設は計画当初から物議を醸した。計画の支持者は空港へのアクセス向上、渋滞緩和と周辺地区の公害抑制が期待できると主張し、周辺住民などは費用の高騰やミッドタウンからは遠回りとなる経路などへの反対意見が寄せられた。

## 概要
シティ・フィールドやフラッシング・メドウズ・コロナ・パークが位置するメッツ-ウィレッツ・ポイント駅から、グランド・セントラル・パークウェイと1.5マイル (2.4 km)ほど並走し、ラガーディア空港内で2駅停車する計画だった。エアトレインの所要時間は約6分で、マンハッタンへの移動時間はLIRRを利用した場合追加で約16分かかるとされた。
計画ではニューヨーク市地下鉄7系統のメッツ-ウィレッツ・ポイント駅は再建されることとなっており、実際に2015年から2019年までは駅のデザインと建築の計画に5000万ドルが費やされていた。同様に、LIRRの駅も7500万ドルを費やして再建し、両駅を合体させて、バス路線へのアクセスなども改善しインターモーダル輸送的な接続性を提供することとなっていた:4, 8, 37, 56, 118, 140。新駅は従業員用の駐車場やレンタカー施設などの空港機能の一部を有する予定だったという:30–31。エアトレイン用の駅の敷地を確保するには近くにあったバスターミナルを移動させる必要があり、バスターミナルの新しい敷地確保に追加で5000万ドルが費やされた:6, 37, 45。

## 背景
エアトレインの建設が提案された2014年当時、ラガーディア空港へは鉄道が接続しておらず、利用できる公共交通機関はバス（Q47, Q48, Q70 SBS, Q72, M60 SBS）しかなかった。Q70系統はウッドサイド駅でLIRRと、M60 SBSはハーレム125丁目駅でメトロノース鉄道と接続しており、他の路線も地下鉄と接続しているものが多い。同年にラガーディア空港を訪れた2700万人中、バスを利用したのは9%にとどまったのに対し、エアトレインJFKを利用してジョン・F・ケネディ国際空港へ訪れたのは5300万人中の12%となっている。この傾向は新しいものではなく、2008年のデータによればラガーディア空港を利用した人の75%がタクシーなどの車を用いているのに対し、バスや大型自動車を利用したのは16%となっている。
ニューヨーク都市圏にはラガーディアのほかに2つの主要空港があるが、どちらも鉄道路線との接続を有する。ニューアーク・リバティー国際空港に接続するエアトレイン・ニューアークは1996年に、ジョン・F・ケネディ国際空港に接続するエアトレインJFKは2003年に開通している。エアトレイン・ラガーディアはエアトレインJFKと同様に新交通システムとして建設される予定だった。

## 歴史

### 2014年以前の構想
1943年、ニューヨーク市交通委員会（当時）がBMTアストリア線（現在はN系統とW系統が走行）を終着駅のアストリア-ディトマース・ブールバード駅からラガーディア空港まで延伸させることを提案したが、廃案となった。
1990年、MTAが連邦・州・市政府による共同出資でラガーディアとJFKをつなぐ路線の建設を提案。完成予定は2003年だった。マンハッタンのミッドタウンからイースト川を渡ってクイーンズ・プラザやサニーサイド地区などを経由してラガーディア空港に停車。そこからグランド・セントラル・パークウェイと並行し、メッツ-ウィレッツ・ポイント駅近くとジャマイカ駅に停車。ジャマイカ駅からはヴァン・ウィック・エクスプレスウェイと並行してJFKに至る。港湾公社は環境影響評価書を作成するなど建設に前向きな姿勢を示していたが、費用高騰により1995年5月に計画中止を発表した。
エアトレインJFKの着工前、当時のルドルフ・ジュリアーニニューヨーク市長は市、州と港湾公社間の費用関連の係争を理由として建設に反対していた。ジュリアーニはエアトレインJFKの建設にあたって港湾公社がBMTアストリア線のラガーディア空港への延伸の可能性について調査することを条件としており、港湾公社側も協議の末、これを呑んだ。開業後の2003年にはアストリア線の延伸に6億4500万ドルの予算が確保されたが、周辺住民の反対により、建設されることはなかった。

### 計画と建設

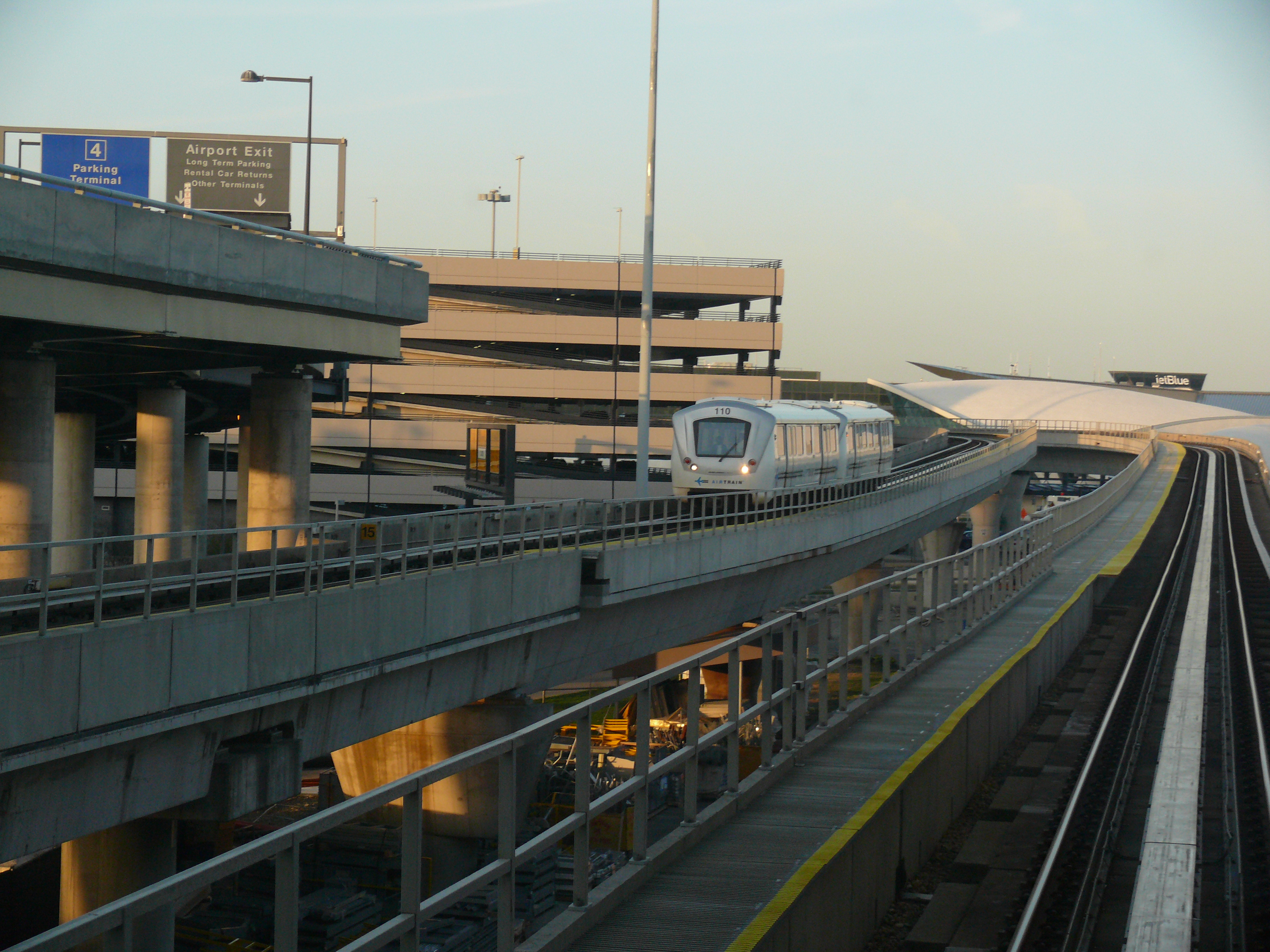
走行中のエアトレインJFK

2015年1月20日、アンドリュー・クオモニューヨーク州知事がエアトレインJFKに類似した新交通システムの建設計画を発表した。メッツ-ウィレッツ・ポイント駅周辺から1.5マイル (2.4 km)ほどグランド・セントラル・パークウェイと並走し、ラガーディア空港に至るルートが提示され、見積もられた費用は4億5000万ドルだと発表された（のちに15億ドルに増額）。この計画では、ウィレッツ・ポイント近くのルートが州有地を経由しており、用地取得が不要となる。
2016年5月に計画が始動、3件の契約が締結された。それぞれウィレッツ・ポイント駅付近での工事準備に関するもの（750万ドル）、LIRR駅のホーム延長とADA対応の調査に関するもの（460万ドル）、そして地下鉄駅の改築とADA対応の調査に関するもの（290万ドル）だった。空港側の改築も同年6月14日に着工した。港湾公社は2017年に発表した10カ年計画で、予算295億ドルのうち15億ドルをエアトレインの建設に充てる方針を示した。公社のニューヨーク委員長であるケネス・リッパ―は、建設プロジェクトは資金難を招くとして方針の転換を求めていた。
港湾公社が発表した10カ年計画では、エアトレイン・ラガーディアに関して2019年着工、2023年開業という旨の計画が示された:35。2017年2月6日、港湾公社が4週間の提案依頼を受け入れると発表、採用者は計画されている3駅の設計と路線経路の計画を担うとした。提案依頼の結果、ニューヨークに本拠地を構えるWSP USA（旧名：パーソンズ・ブリンカホフ）が採用。 港湾公社は同年11月にエアトレイン関連のプロジェクトに新たに5500万ドルを支出することを発表し、計画段階でプロジェクトの合計費用が7500万ドルに達することとなった。2018年4月、港湾公社は近隣住民の反対を理由として、グランド・セントラル・パークウェイ沿いのルート案を否定した。

#### 環境影響評価
2018年6月、港湾公社がエアトレインのルート上にある公有地の取得を進め、環境影響評価を行うことを可能にする法案がニューヨーク州議会を通過。この時点で、2020年着工、2022年完成の予定だった。法案通過を受け、港湾公社は3つのルート案それぞれについて環境影響評価を始めた。評価にあたって、環境団体は工事によってフラッシング湾が汚染されることを懸念し、エアトレイン建設に反対する一部の近隣住民と共に評価結果の公表を求めた。同様の理由で、ウォーターフロントを通るルート案も反対意見に晒された。計画の進捗は遅延し、2019年には2021年に工事を発注し、2024年の路線開業を目指すことを明らかにした。
2020年8月、連邦航空局は環境影響評価報告書の下書きを公開し、パブリックコメントを受け付けた。正式な報告書が公開されたのは2021年3月で、この時点で2021年6月に工事発注、2026年開業予定とされていた。ルート案の検討が不十分という意見を受け、航空局は計画承認について再検討することを決定。最終的に計画が承認された2021年6月までに4200件余りの意見が寄せられ、2021年9月には複数の環境団体が計画延期を求めて航空局を提訴した。これによって、航空局は実際に計画延期を検討した。

### 延期と中止
2021年8月、アンドリュー・クオモが州知事を辞任し、キャシー・ホウクルが新たに州知事に就任。 同年10月、ホウクルは港湾公社にエアトレイン建設に関して代替案の検討を指示、2022年3月にBMTアストリア線をラガーディア空港まで延長する、などの14の案が示された。同時期に、ホウクルはニューヨーク市バスQ70系統の運賃を2022年5月1日から一時的に無料にすると発表。州政府がエアトレインの代替案を検討する間の暫定措置とした。
2023年3月に建設費用が24億ドル（当初の5倍）を超えたことを受け、計画は正式に中止となった。代替案として、3人の識者からなる専門家パネルは、Q70系統の運行頻度の改善、アストリア-ディトマース・ブールバード駅とラガーディア空港を結ぶシャトルバスの運行、 空港近隣を通る州間高速道路278号線の一部区間においてバスレーンを設置することを推奨した。ジャネット・サディク＝カーン（3人の識者のうちの1人）は、この代替案の実施費用は5億ドル程度になるとしている。

## 反響
計画当初から反響は賛否両論であった。既存の交通手段よりも所要時間が長くなることや、既に混雑が激しい7 <7> 系統の列車の利用者がさらに増えてしまうことなどから、計画に対する批判が見られた。7系統ではCBTCの導入による列車の増発計画が当時からあったが、そもそも西端の34丁目-ハドソン・ヤード駅から20駅離れているメッツ-ウィレッツ・ポイント駅からエアトレインを利用するよりも、34丁目駅から12駅離れている61丁目-ウッドサイド駅からバスのQ70系統を利用する方が早いという指摘がなされた。加えて、LIRR路線の中で唯一ジャマイカ駅を経由しないポートワシントン支線を利用しなければならないことが、利用者にとって不便となるとの主張もあった。
ヨナー・フリーマーク（現在、アーバン研究所研究員）は、「（ニューヨーク市域各地からの）ラガーディアへの移動時間は、エアトレインを利用するよりも既存の交通機関を利用した方が」早く、輸送能力の強化を考慮しても、市街地から離れたルートは多くの乗客にとって無駄なものになると評した。スレート の記者も、フリーマークの記事を引用しながら、「他の交通機関が混雑を極めている中、あらゆる人の中でも空港へ移動する人たちにこのようなものを贈る」ことは「資金の悪用も甚だしい」などと酷評した。 代替案としてBMTアストリア線を延長することも提案されていた。マンハッタン研究所非常勤研究員のコナー・ハリスは、20億5000万ドルにも及ぶ建設費用（2019年当時の推定）を「法外」とし、空港周辺のバスレーンでの違法駐車の取り締まりを強化することでバスの所要時間を短縮させるべきと主張した。
2020年1月、下院議員のアレクサンドリア・オカシオ＝コルテス（ニューヨーク州第14区より選出）は連邦航空局に対して、当時の時点で寄せられていた414件のパブリックコメントのうち60%以上が計画されたルートに反対する内容であるにもかかわらず、46個の代替案のいずれもが採用されなかった理由を回答するよう求めた。 近隣地域の民主党選挙区委員であるヒラム・モンセラーテも、航空局による承認は標準土地利用審査手続き（大規模な建設計画について、コミュニティー・ボードや地域の選出公職者が検討する場を設ける仕組み）を飛ばしているとして、計画に反対した。同月、計画されたルート周辺の住民や事業者は、エアトレインの建設に対して抗議した。
一方、多くの官僚をはじめとして、建設計画への支持を表明した人も多くいた。2017年、ロングアイランドの地方新聞社であるニューズデイは、エアトレインJFKの成功を例に挙げて、エアトレイン・ラガーディアの建設に賛成するとする社説を掲載した。2020年1月、リック・コットン港湾公社取締役はニューヨーク・デイリーニューズの意見記事で「『引き返す』というレッド・ヘリングを言うのはやめにして、近隣住民や高速道路・路線・公共事業への影響、乗客の体験やコストのような、現実の課題に基づいたルートを選択することに集中しよう」と記した。同年9月、元ニューヨーク市運輸委員で構成された団体がデイリーニューズのオプエドを執筆した。内容はエアトレイン建設を強く支持するもので、ラガーディア空港がニューヨーク都市圏にある主要空港で唯一鉄道路線と繋がっていないことを指摘した。